# Tapas (asceza)
Tapas – w sanskrycie dosłownie „żar”.
1. w religii wedyjskiej typ bardzo archaicznej praktyki ascetycznej polegającej na wznieceniu „wewnętrznego ognia”[1]. Tapas pojmowano trojako, jako posty, kontrolę oddychania i recytację wedyjskich hymnów[2].
2. w mitologii indyjskiej żar kosmiczny, praelement, źródło prawdy i prawa, oceanu i nocy[3].

## Etymologia
Sam termin pochodzi od rdzenia tap-, etymologicznie tożsamego chociażby z polskim pierwiastkiem „ciep-” w słowie „ciepły”. 
Jako czasownik √tap posiada znaczenia „dawać ciepło, grzać, palić się, żarzyć się”.

## Charakterystyka
Wewnętrzny żar dawał moce magiczne (siddhi), był również mocą stwórczą. Nawet bogowie uzyskali nieśmiertelność dzięki tapasowi.
Początkowo idea „gorąca”, „rozgrzewania” rozumiana była bardzo dosłownie, jednym z rodzajów ćwiczeń był tzw. pańća-tapas (pięcio-tapas), praktyka polegająca na siedzeniu pod palącym słońcem pomiędzy czterema wielkimi ogniskami, 
lecz w okresie Upaniszad termin ten staje się coraz bardziej rozmyty, oznacza już ogólnie wszelkie praktyki ascetyczne, stąd wszystkich ascetów zaczęto nazywać tapaswinami. Już w Upaniszadach widać powolne zastąpienie tej praktyki przez coraz bardziej popularną jogę.